# Кей, Джордж Маршалл
Джордж Маршалл Кей (англ. George Marshall Kay, 10 ноября 1904 — 4 сентября 1975) — американский геолог, профессор Колумбийского университета.

## Биография
Родился 10 ноября 1904 года в Пейсли, штат Онтарио, Канада. Окончил Колумбийский университет в Нью-Йорке (1927), получил степень доктора философии в альма-матер в 1929 году, работал там же (профессор с 1944 года).
Член Американской академии искусств и наук и Нью-Йоркской академии наук (вице-президент в 1944-45 годах).
Умер 4 сентября 1975 года в г. Энглвуд (Нью-Джерси), США.

## Научная деятельность
Он наиболее известен своими исследованиями ордовика в Нью-Йорке, Ньюфаундленде и Неваде, но его исследования носили глобальный характер, и он широко публиковался по стратиграфии среднего и верхнего Ордовика. Тщательная полевая работа Кея предоставила много геологических свидетельств в пользу теории дрейфа континентов. В 1971 году он был награждён медалью Пенроуза. Менее известна его работа в Манхэттенском проекте в качестве геолога, занимающегося поиском месторождений марганца. Сын Маршалла Роберт Кей из Корнельского университета, дочь Элизабет (Кей) Бернер из Университета Коннектикута и зять Роберт Бернер из Йельского университета также являются профессорами геологии. Его сын Ричард Кей из Университета Дьюка — биологический антрополог и палеонтолог позвоночных.